# ZooKeys
 ZooKeys  ist ein Peer-Review- und Open-Access-Journal für den Wissenschaftsbereich Zoologie. Es wurde 2008 gegründet. Chefredakteur zur Zeit der Gründung war Terry Erwin (1940–2020) vom Smithsonian. Seine Nachfolge trat Torsten Dikow, ebenfalls von Smithsonian, an. ZooKeys wird von Pensoft Publishers veröffentlicht. Alle Artikel stehen unter der Lizenz CC-BY 4.0. ZooKeys ist Partner der Encyclopedia of Life. Der Impact Factor 2024 beträgt 1,3.